# Esztergom műemlékeinek listája
Esztergom műemlékeinek listája, a Kulturális Örökségvédelmi Hivatal honlapja alapján.

## Terek

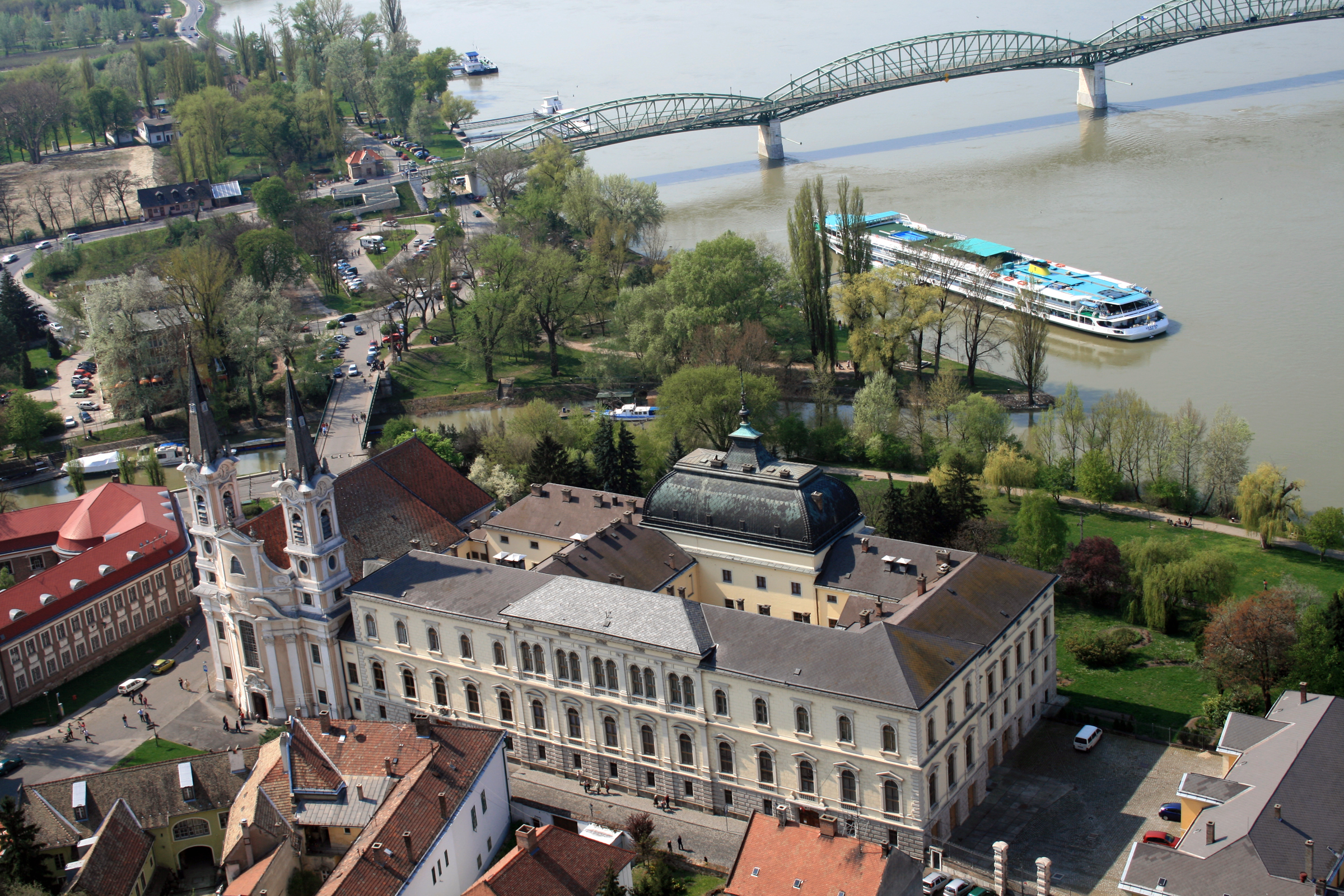
A Mindszenty téren található vízivárosi plébániatemplom és az Érseki Palota a Bazilikából nézve, háttérben a Mária Valéria híd

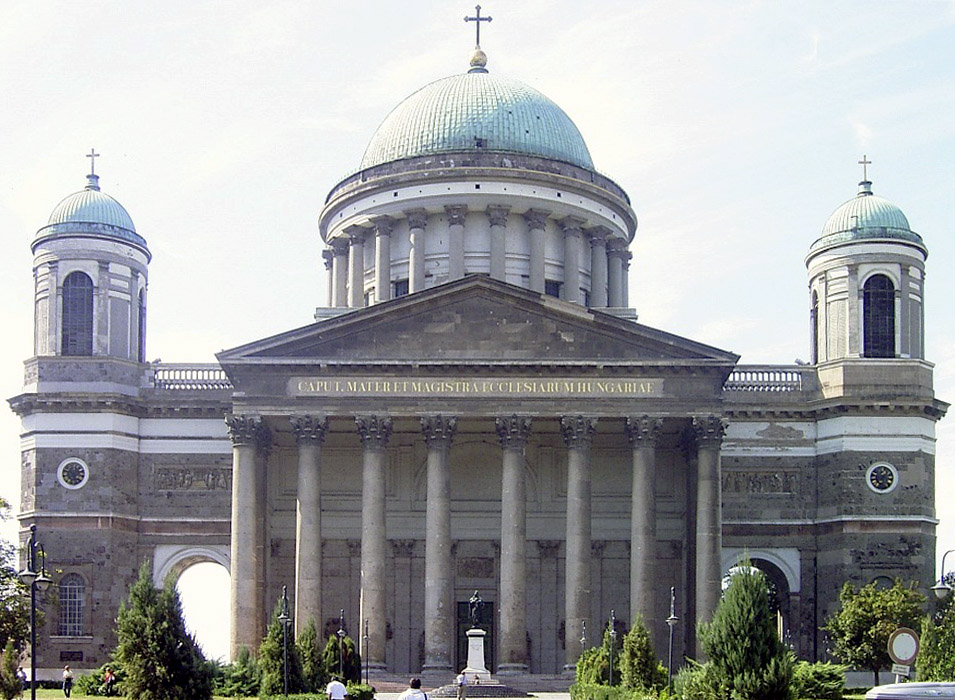
A Szent István téren található esztergomi bazilika, előtérben Kiss György szobrász 1905-ös alkotása, Magyarok Nagyasszonya címen

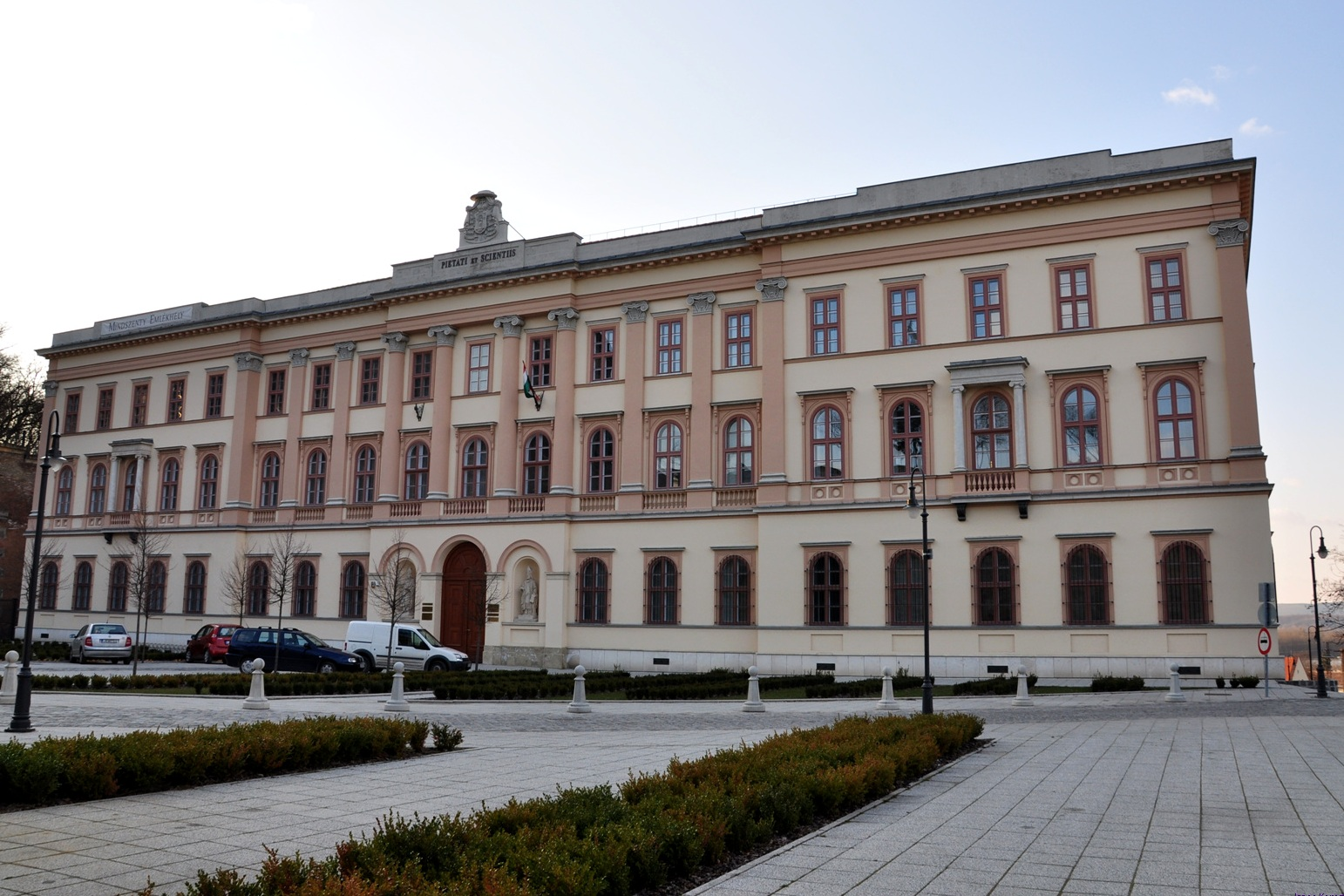
A Szent Adalbert Központ vagy Ószeminárium a 2006-os felújítása után

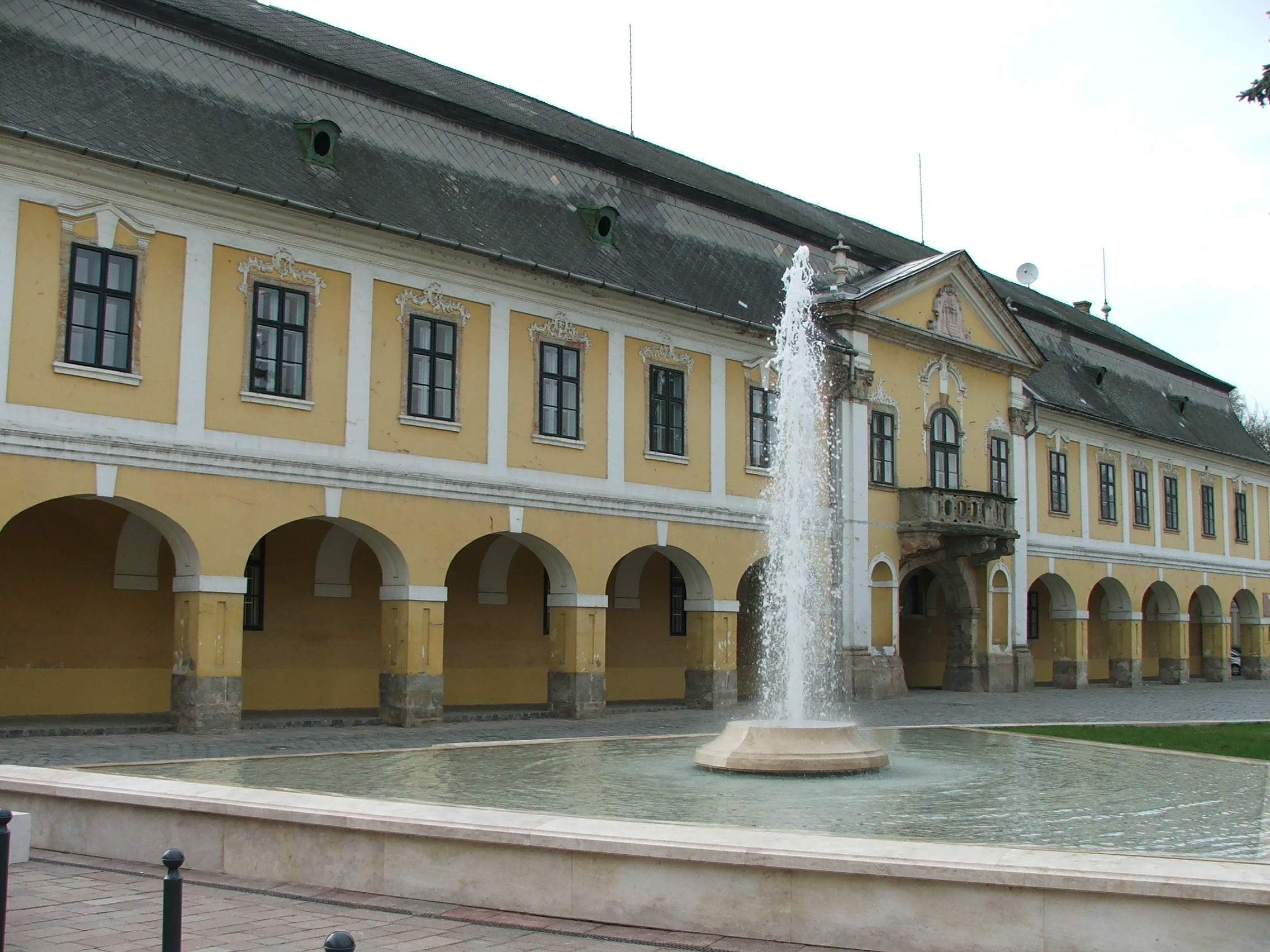
A Városháza épülete a Széchenyi téren, előtérben egy, a tér 2006-os felújításakor épült szökőkút

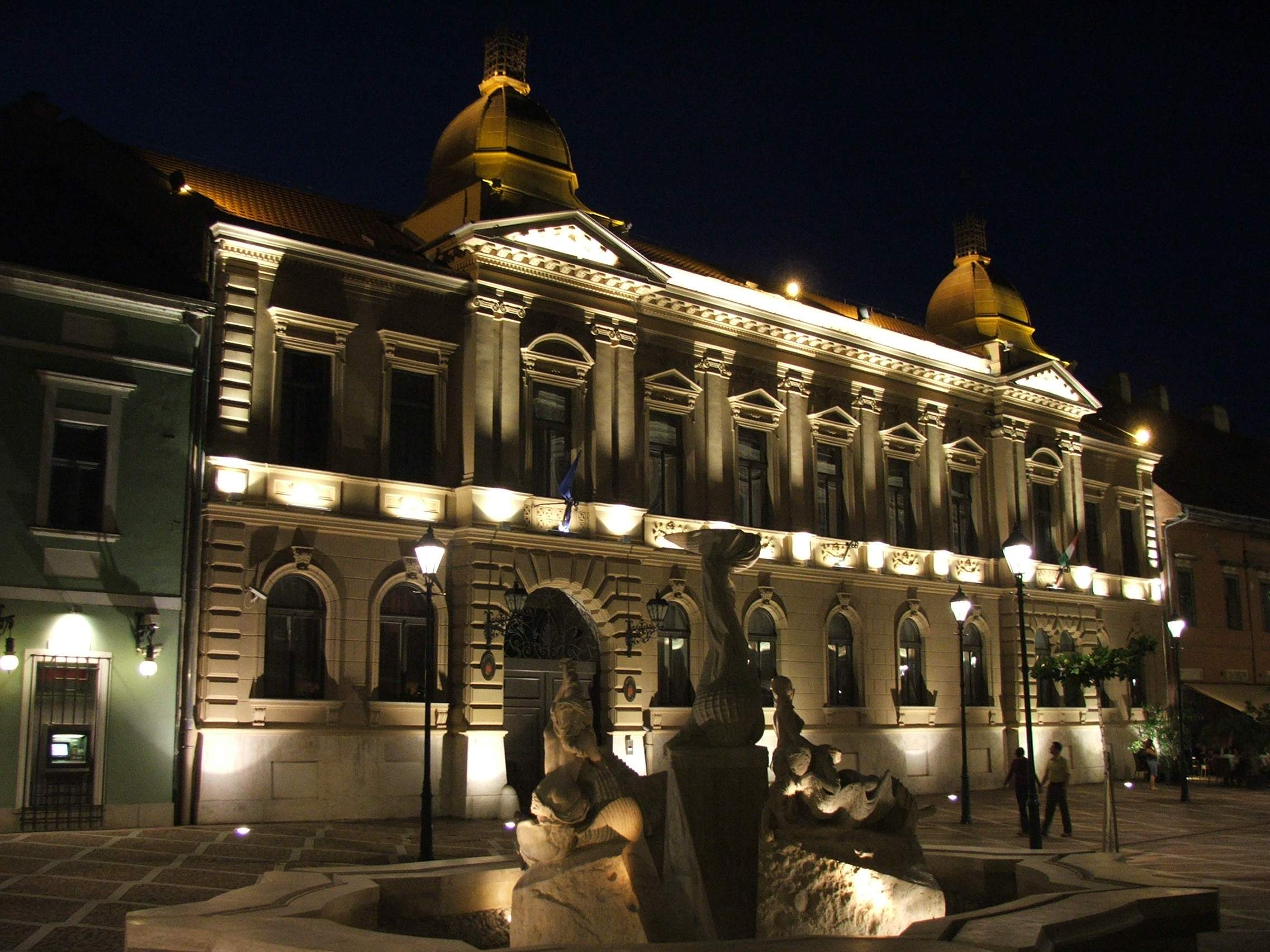
Az Esztergomi Járásbíróság a Széchenyi téren, előtte az Ister-kút

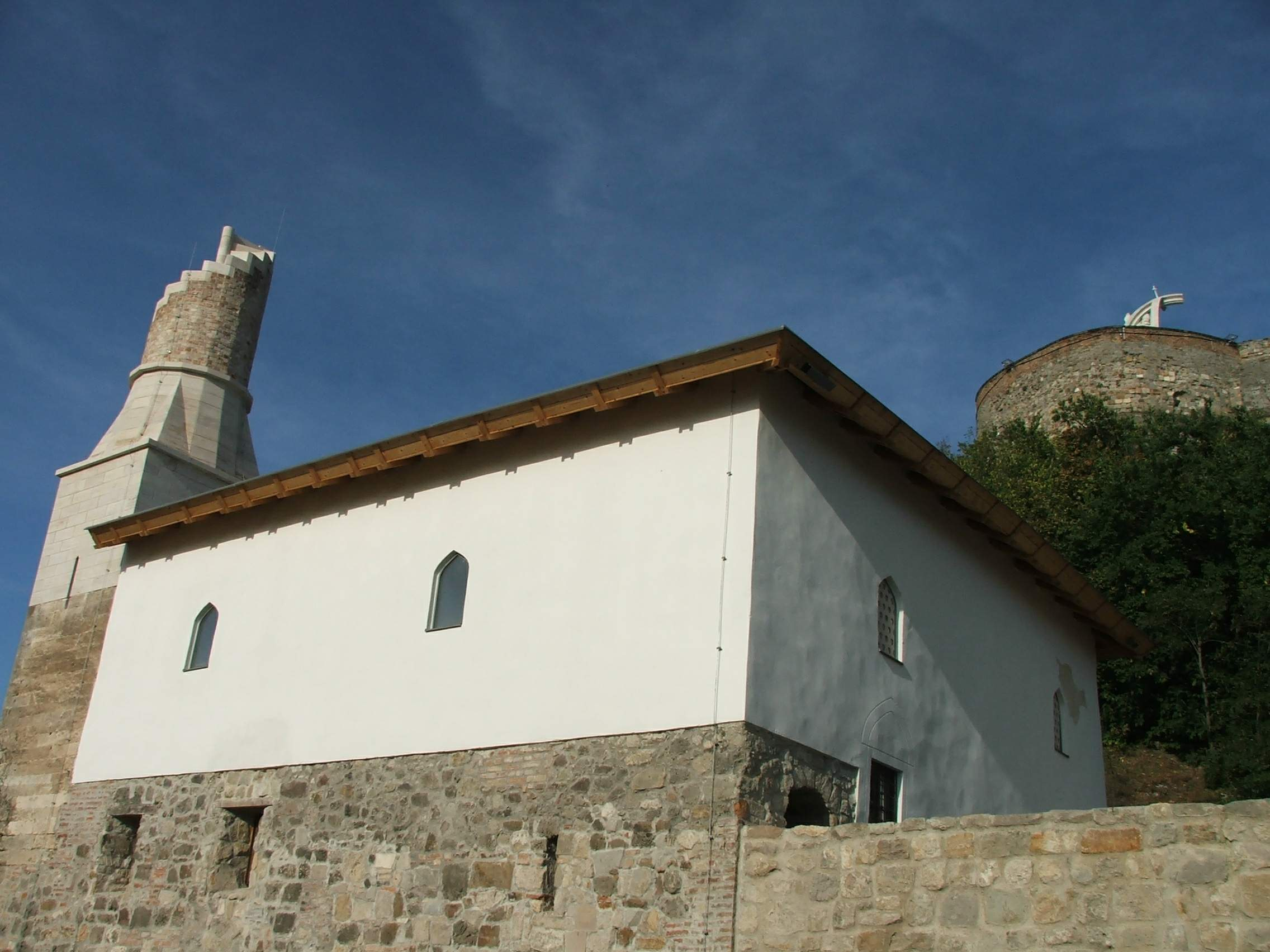
Az Özicseli Hadzsi Ibrahim-dzsámi és a vár északi rondellája az Erzsébet parkból nézve

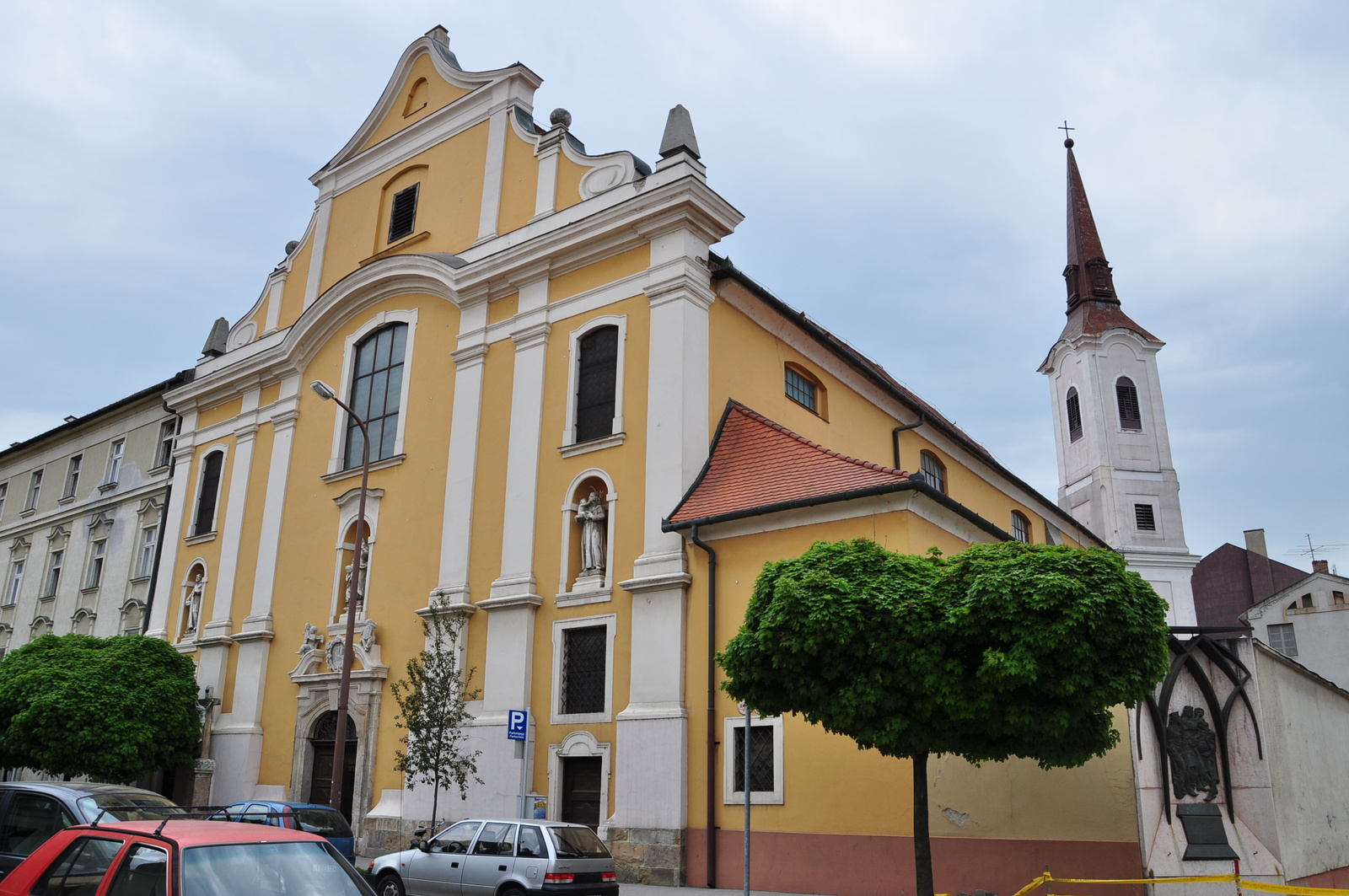
A belvárosi ferences templom a Bottyán János utcában

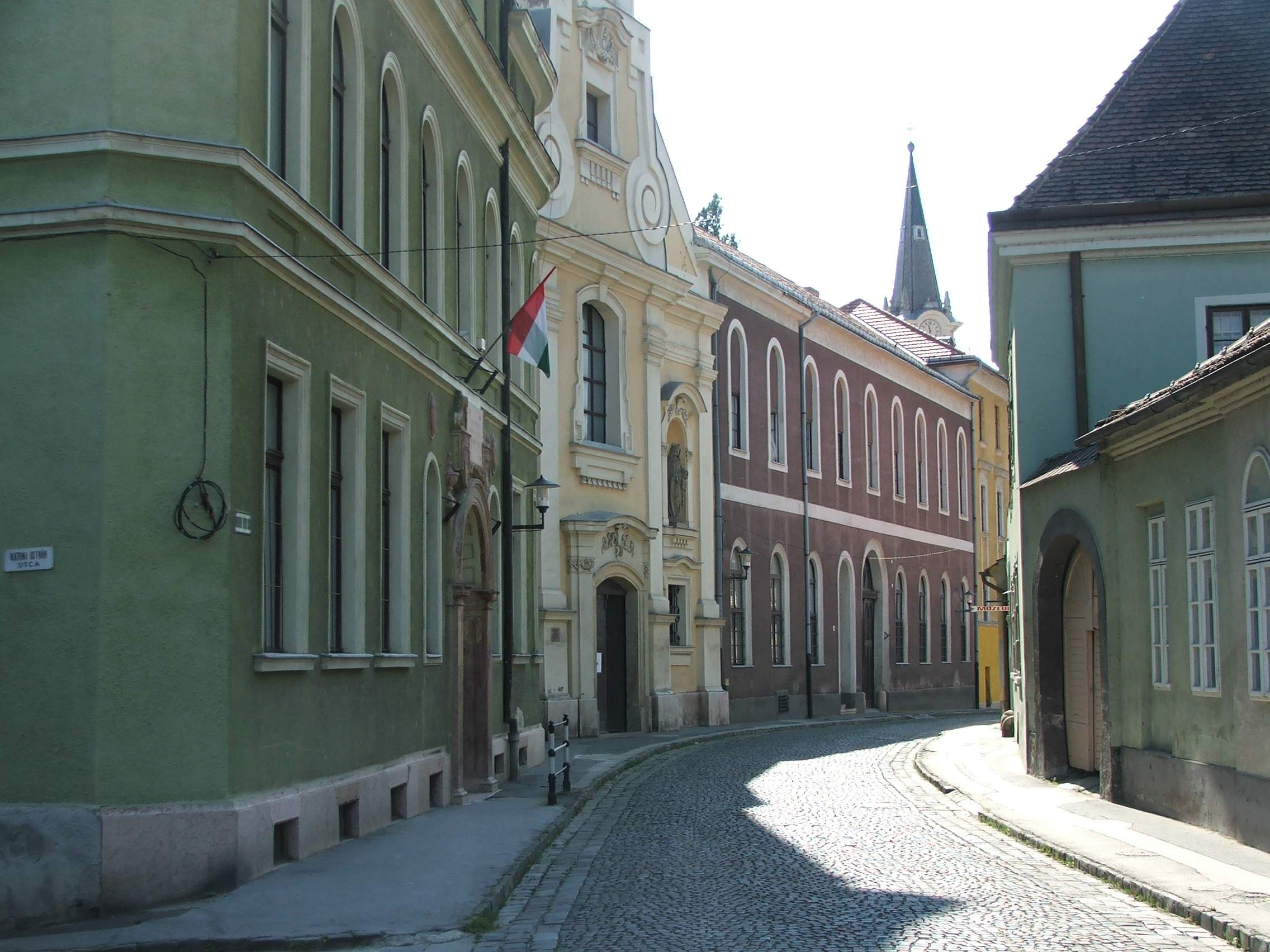
A zárdatemplom a Pázmány Péter utcában

### Mindszenty tér
- Balassa Bálint Múzeum (Mindszenty József tér 5., hrsz.: 16262)
- Érseki Palota; Keresztény Múzeum (Mindszenty József tér 2., hrsz.: 16302)
- Pestis-Madonna szobor (Immaculata-szobor) (Mindszenty József tér, hrsz.: 16304)
- Régi érseki palota (Baróth-ház) (Mindszenty József tér 4., hrsz.: 16264)
- Római katolikus plébániaház (Mindszenty József tér 3., hrsz.: 16265)
- Vízivárosi római katolikus plébániatemplom (Mindszenty József tér 1., hrsz.: 16302)

### Szent István tér
- Bazilika (Szent István tér 1., hrsz.: 16240)
- Boldog Özséb-szobor (Szent István tér, hrsz.: 16239)
- Kanonoki házsor (Szent István tér 4–5-6–7-8–9, hrsz.: 15928, 15929, 15930, 15931, 16236)
- Kanonoki ház (Szent István tér 5., hrsz.: 15956)
- Kukländer Mária-szobor (Szent István tér, hrsz.: 16240)
- Szent István-szobor (Szent István tér, hrsz.: 16239)
- Szent Kőrösi Márk-szobor (Szent István tér, hrsz.: 16239)
- Szent László-szobor (Szent István tér, hrsz.: 16239)
- Szeminárium (Szent István tér 10., hrsz.: 15923, 15924)
- Vár (Szent István tér 2., hrsz.: 16241, 16242)

### Széchenyi tér
- Bischitzky–Müller-ház (Posta) (Széchenyi István tér 3., hrsz.: 17336)
- Bíróság (Széchenyi István tér 22., hrsz.: 17414)
- Brunner-ház (Széchenyi István tér 4., hrsz.: 17394)
- Frey-ház (Széchenyi tér 12., hrsz.: 17404)
- Gróh-, vagy Szerencsés-ház (Széchenyi István tér 7., hrsz.: 17339)
- Kollár-ház (Széchenyi István tér 24–26., hrsz.: 17417)
- Középkori ház alapfalai (Széchenyi István tér 16., hrsz.: 17410, 17411)
- Lakóház (Széchenyi István tér 13., hrsz.: 17344)
- Lakóház (Széchenyi tér 14., hrsz.: 17405)
- Lakóház (Széchenyi István tér 19., hrsz.: 17348)
- Niedermann-ház (Széchenyi István tér 6., hrsz.: 17395, 17396)
- Pozzi-ház (Széchenyi István tér 15., hrsz.: 17345)
- Takarékpénztári bérpalota (Széchenyi István tér 21., hrsz.: 17350)
- Rudolf-ház (Széchenyi István tér 23., hrsz.: 17351, Kossuth Lajos utca 3., hrsz.: 17351)
- Rochlitz-patika (Széchenyi István tér 25., hrsz.: 17352)
- Vak Bottyán-palota (Városháza) (Széchenyi István tér 1., hrsz.: 17355, 17356)

## Utcák

### Bajcsy-Zsilinszky Endre utca
- Fürdő Szálló (Bajcsy-Zsilinszky Endre utca 14., hrsz.: 19764/2)
- Genersich-ház  (Bajcsy-Zsilinszky Endre utca 37., hrsz.: 19794)
- Heischmann-ház (Bajcsy-Zsilinszky Endre utca 1., hrsz.: 19740, 19740/A/7, 19741)
- Kanonokház (Bajcsy-Zsilinszky Endre utca 24., hrsz.: 19781)
- Lakóház (Bajcsy-Zsilinszky Endre utca 7., hrsz.: 19743, 19744)
- Lakóház és kékfestő műhely (Bajcsy-Zsilinszky Endre utca 20., hrsz.: 19784)
- Szent István Artézi Fürdő és együttese (Bajcsy-Zsilinszky Endre utca 14.)[2]
- Wimmer-ház (Bajcsy-Zsilinszky Endre utca 22., hrsz.: 19782, 19783)

### Batthyány Lajos utca
- Lakóház (Batthyány Lajos utca 1., hrsz.: 19804)
- Lakóház (Batthyány Lajos utca 9., hrsz.: 19810)
- Lakóház (Batthyány Lajos utca 17., hrsz.: 19814)

### Berényi Zsigmond utca
- Dzsámi, lakóházba beépítve (Berényi Zsigmond u. 18–20., hrsz.: 16290, 16291/2)
- Lakóház (Berényi Zsigmond utca 1., hrsz.: 16267)
- Lakóház (Berényi Zsigmond utca 4., hrsz.: 16300, 16301)
- Lakóház (Berényi Zsigmond utca 8., hrsz.: 16297, 16298)
- Prímási gépgyár (Petz-gyár, Malom-bástya) (Berényi Zsigmond utca 20., hrsz.: 16287, 16289)
- Víziváros középkori városfalai és védművei (Berényi Zsigmond u., A Várhegy nyugati lejtője – Pázmány Péter u. – Erzsébet park – Prímási gépgyár (Petz-gyár), – a Várhegy oldala hrsz.: 16241, 16243, 16251, 16252, 16253, 16285, 16287, 16289, 16290, 16291/1, 2, 16292, 16293, 16294, 16295, 16296, 16297, 16298, 16299, 16300, 16302, 16303, 16304, 16307, 16308, 16309, 16314, 16315, 16315/1, 16323/1, 19786/1–3)

### Bottyán János utca
- Belvárosi ferences templom (Szent Anna-templom) (Bottyán János utca 10., hrsz.: 17320/1)
- Bencés rendház (Bottyán János utca 8., hrsz.: 17324)
- Belvárosi római katolikus plébániaház (Bottyán János utca, hrsz.: 17369)
- Ferences rendház (Temesvári Pelbárt Ferences Gimnázium és Kollégium) (Bottyán János utca 10., hrsz.: 17320/1)
- Generálisház, volt Megyeháza (Bottyán János utca 3., hrsz.: 17357)
- Mattyasovszky-ház (Bottyán János utca 9., hrsz.: 17364)
- Meszéna-ház (Bottyán János utca 5., hrsz.: 17358(

### Deák Ferenc utca
- Eggenhoffer-ház (Deák Ferenc utca 14., hrsz.: 17086)
- Etter-ház (Deák Ferenc utca 7., hrsz.: 17382)
- Fogarassy-Obermayer-ház (Deák Ferenc utca 1–3., hrsz.: 17386)
- Lieb-ház (Deák Ferenc utca 5., hrsz.: 17383)
- Magurányi-ház (Deák Ferenc utca 26., hrsz.: 17096)
- Reáliskola (Megyei Levéltár) (Deák Ferenc utca 2., hrsz.: 17356)
- Tindler-ház (Deák Ferenc utca 6., hrsz.: 17360)

### Kossuth Lajos utca
- Dóczy-ház (egykori fogadalmi templom és aggok háza) (Kossuth Lajos utca 62–62/a, hrsz.: 17527, 17528, 17529, 17530)
- Egykori Bencés gimnázium (ma Szent Imre Gimnázium) (Kossuth Lajos utca, hrsz.: 17322)
- Görögkeleti templom (Rác templom) (Kossuth Lajos utca 60., hrsz.: 17512, 17513)
- Horváth-ház, ún. Kapu-iskola (Kossuth Lajos utca 65., hrsz.: 17296, 17298)
- Niedermann-ház (Kossuth Lajos utca 13., hrsz.: 17342/A, 17342/A/15, 17342/A/16, 17342/A/17)
- Rudolf-ház (Kossuth Lajos utca 3., hrsz.: 17351)

### Pázmány Péter utca
- Bibliothéka, Balassa Bálint Múzeum és Főszékesegyházi Könyvtár (Pázmány Péter u. 2., hrsz.: 16321)
- Megyeháza; Balassa Bálint Múzeum (Pázmány Péter utca 13., hrsz.: 16255)
- Poluszin-ház (Pázmány Péter utca 9., hrsz.: 16253)
- Reviczky-ház (Pázmány Péter utca 4., hrsz.: 16318)
- Római katolikus vízivárosi templom, volt ferences templom (Szent kereszt) (Pázmány Péter utca 18., hrsz.: 16306/2)
- Vízivárosi ferences rendház (Szatmári Irgalmas Nővérek Magyarországi Tartományfőnöksége) (Pázmány Péter utca 18., hrsz.: 16306/1)
- Zöldfa fogadó (Pázmány Péter utca 1–1/a, hrsz.: 16247, 16248, 16249)

## Szentgyörgymező
- Miklósffy-kápolna (Szentgyörgymezői temető, hrsz.: 15629/2)
- Nepomuki Szent János-szobor (Negyvennyolcas tér 1., hrsz.: 15806)
- Római katolikus plébániaház (Negyvennyolcas tér 1., hrsz.: 15771)
- Szentgyörgymezei római katolikus templom  (Negyvennyolcas tér, hrsz.: 15673)

## Pilisszentlélek
- Lakóház (Falumúzeum) (Pilisszentlélek, Hunyadi János utca 42., hrsz.: 92)
- Pálos kolostorrom  (hrsz.: 061)

## Egyéb

### A történeti városmag műemléki jelentőségű területe
Berényi Zsigmond utca, hrsz.: 15924, 15928, 15931, 16236, 16247 Műemléki jelentőségű terület a Kossuth Lajos híd és a Kis-Duna kereszteződésétől kiindulva, az óramutató járásával egyező irányban haladva a következő:
Észak felé a Duna parton, a Sobieski sétány szélétől nyugatra halad a Kis-Duna sétányig, majd a Kis-Duna sétány tengelyében keletre fordulva, a 15924. hrsz.-ú Szent István tér 2. sz. és a 15954. hrsz.-ú, Szent István tér 4–12. sz. telkének északi határán, a hrsz. 15954., Vár utca déli oldalán és a hrsz. 15500., Várköz utca tengelyében folytatódik, majd délkeleti irányt véve a hrsz. 15487., Dobozi utca 12. sz. telek keleti szélén, majd délnyugatra a 15487. hrsz., Dobozi utca és a hrsz. 15964., Iskola utca tengelyében halad a Szent István térig. Innen délkeletre, majd délnyugatra a hrsz. 16211., Szent István tér, illetve a hrsz. 16243/3., Batthyány utca tengelyében vezet a Basa utca betorkolásáig, ezután a hrsz. 19817. tengelyében, majd a hrsz. 19816–19811., Batthyány utca 21–11. sz. és a hrsz. 19819–19821., Álmos utca 4–2. sz. telkek délkeleti, illetve délnyugati határán folytatódik az Álmos utca-ig, délkeletre a hrsz. 19802., Rózsa utca, a hrsz. 19833., a Lépcső utca, a hrsz. 19845., a Galamb utca, a hrsz. 19.757., az Imaház utca, a hrsz. 19726., a Szenttamás utca és a hrsz. 19727., Vörösmarty utca 7. és 9. közötti telekhatár vonaláig. Itt megtörve a hrsz. 19427–25., Vörösmarty utca 7–3. sz. telkek északkeleti, illetve délkeleti határán húzódik a Petőfi Sándor utcáig, amit keresztezve a hrsz. 19410. és a hrsz. 19408., Simor János utca 2. sz. délkeleti szélén folytatódik a Simor János utcáig. délre fordulva a hrsz. 17475/1., Simor János utca, majd nyugati irányt véve a hrsz. 17449., Arany János utca tengelyében halad tovább. A hrsz. 17450., Kossuth Lajos utca 24. sz. épületnél ismét délre fordulva a hrsz. 17586., 24–82. sz. épületek beépítési vonalától beljebb húzódik a Hősök teréig, itt nyugatra fordul a hrsz. 17045., Árok utca tengelyében folytatódik a Kis Dunáig, ahol északi irányt véve a hrsz. 16443. tengelyében halad a kiindulási pontig.
- Lőrinc utca 2–10. (hrsz.: 17420, 17421, 17422)
- Megyei tisztviselő bérház (Lőrinc u. 17)[3]
- Kálvária (Szent Tamás-hegy, hrsz.: 20064)
- Római katolikus plébániatemplom (Pór Antal tér, hrsz.: 17366)
- Szent Antal-szobor (Pór Antal tér, hrsz.: 17372)
- Kerektemplom (Rudnay Sándor tér, hrsz.: 17611)
- Szent Vendel-szobor (Rudnay Sándor tér, hrsz.: 17611)
- Lakóház (Simor János utca 28., hrsz.: 19385)
- Szegényházi templom és szegényház (Simor János utca 128., hrsz.: 19271)
- Kovácsi templomrom maradványai (a vasút mellett, hrsz.: 18159)
- Lakóépület és kávéház (Vörösmarty Mihály utca 2., hrsz.: 19738)
- Szentháromság-szobor (Damjanich utca 47., hrsz.: 296)
- Lakóház kapuja' (Petőfi Sándor utca 42., hrsz.: 19005)
- Ferences rendház (Főapát köz, hrsz.: 17320/1)
- Babits Mihály egykori nyaralója (Babits Múzeum) (Babits Mihály utca 11/b., hrsz.: 19520)
- Római őrtorony romja (Búbánatvölgy, hrsz.: 0856/16)
- Lakóház (Dobozi Mihály utca 9., hrsz.: 15976)
- Kőkereszt (Hunyadi János utca 6–10., hrsz.: 15540)
- Zsinagóga (Imaház utca 2/b., hrsz.: 19839)
- Belvárosi római katolikus plébániaház (IV. Béla király utca 3., hrsz.: 17369)
- Kamenszky-palota (Sándor Móric-palota) (Jókai Mór utca 1., hrsz.: 17155)
- Lakóház (Jókai Mór utca 35., hrsz.: 17131, 17132, 17133, 17134)
- Lakóház (Katona István utca 6., hrsz.: 16310)
- Katona István szülőháza (Katona István utca 8., hrsz.: 16309)
- Lakóház (Kis-Duna sétány 36., hrsz.: 17072)
- Káptalanház; Duna Múzeum (Kölcsey Ferenc utca 2., hrsz.: 19717/2)
- Sötétkapu és a Prímás-pince (Majer István utca, hrsz.: 16238/1, 16328/3, 16328/4, 16328/5, 16328/6)
- Két kőoroszlán az egykori belvárosi templom bejáratáról (Jókai u. 11. udvarán, hrsz.: 17149)
- Kőkereszt (Bocskoroskúti utca – Jánoskúti út találkozásánál, hrsz.: 16102)
- Ecce homo-szobor (Bánomi út 2. hrsz.: 7023/3)
- Szénrakodótorony a Dunán[3]

### Kápolnák
- Ravatalozó kápolna (Missió- vagy régi Jó Pásztor-kápolna) (Belvárosi temető, hrsz.: 18839)
- Szent István-kápolna (Imaház utca/Szenttamási utca, hrsz.: 19931)
- Római katolikus Kálvária-kápolna (Szent Tamás-hegy, hrsz.: 20099)
- Sebastian Kitzper kőfaragó síremléke (Temetőkereszt) (Petőfi Sándor utca, belvárosi temető, hrsz.: 18838)
- Római katolikus kápolna (Kálvária út, hrsz.: 18809)
- Palermói Szent Rozália-kápolna (Dobogókői út, hrsz.: 18809)

## Ideiglenes műemléki védelem
- Lakóépület (Lővei utca 17. hrsz.: 19762/2)